# Manu Sánchez Fernández
Manuel Sánchez Fernández (Moratalla, Murcia, 6 de octubre de 1968), conocido como Manu Sánchez, es un periodista y presentador español.

## Biografía
Es licenciado en Ciencias de la Información en Periodismo por la Facultad de Ciencias de la Información (Universidad Complutense de Madrid). 
Su carrera profesional comienza con tan solo 17 años en COPE-Alicante, donde trabaja como colaborador. 
Tras pasar en ella tres veranos, realiza las pruebas de ingreso en Antena 3, donde finalmente ingresa en otoño de 1989. Desde entonces no ha salido de la cadena. 
En 1990 y durante seis meses, es redactor ENG en el equipo de edición de Antena 3 Noticias 2. Tras finalizar esta tarea, entra definitivamente en la sección de deportes donde actúa como redactor y editor. 
Debuta ante cámara como presentador del espacio de motor Centímetros cúbicos, con tan solo 22 años. Tras dejar Centímetros cúbicos, presenta el bloque de deportes de Antena 3 Noticias 1 junto a Fernando González Urbaneja.
Paralelamente cubre acontecimientos como el Campeonato Mundial de Rally entre 1992 y 1994. Dentro de este periodo y mientras cubre una carrera en Finlandia, se desencadena la Revolución de agosto en la antigua Unión Soviética, acontecimiento que debe cubrir.
También está presente en los Juegos Olímpicos de Barcelona 1992 y la final de la Copa de Europa de baloncesto 1990-91 en París.
En 1994 es enviado por la cadena a Miami, Estados Unidos, para formar parte del equipo que pone en marcha Telenoticias del Mundo, canal de 24 horas de noticias en español que se difunde en toda Latinoamérica y Estados Unidos. Allí desempeña la función de editor y presentador de deportes durante dos años. Además, el diario deportivo Marca contó con él en esta etapa como corresponsal del periódico. 
En 1996 regresa a España y presenta junto a Rosa María Mateo (1996-1998) y después con Pedro Piqueras (1998-2001), Miryam Romero (1998-1999) y Sandra Barneda (1999-2001), Antena 3 Noticias Fin de semana hasta 2001. 
En enero de 2001 se produce una reorganización de los presentadores de la sección de deportes de las distintas ediciones de Antena 3 Noticias, pasando Manu Sánchez a Noticias 1 con Matías Prats y Olga Viza, cubriendo el hueco de José Antonio Luque que pasa a Noticias 2 con Ernesto Sáenz de Buruaga y Susanna Griso, mientras que el hueco de Sánchez lo ocupa Óscar Castellanos. En 2001 recogió el TP de Oro a Mejor Programa Informativo para Antena 3 Noticias 1 con Matías Prats y Olga Viza.
En esta época cubre la final de la Liga de Campeones en Saint-Denis entre el Valencia C. F. y el Real Madrid C. F. en el 2000, y de la Liga Campeones en Glasgow en 2002 entre el Real Madrid contra el Bayer Leverkusen, y en la mayoría de los momentos culminantes de la Primera División de España.
Otro de los grandes hitos de su carrera fue el Mundial de Corea y Japón 2002, donde forma parte del amplio dispositivo desplazado por Antena 3 como redactor-jefe y coordinador. Además, presenta los programas especiales y narra, en directo, la final que se disputa en Yokohama entre Brasil y Alemania. 
En septiembre de 2002 tras más de año y medio en Noticias 1, regresa a las ediciones de fin de semana, presentando con Ángeles Mirón (2002-2003) y Lourdes Maldonado (2003-2006), siendo cubierto su puesto en Noticias 1 por José Antonio Luque.
Cuatro años después, en septiembre de 2006, regresa a Noticias 1 con Roberto Arce (2006-2008), Susanna Griso (09/2006-12/2006) y Pilar Galán (12/2006-2008), hasta 2008, siendo cubierto su puesto los fines de semana por Lola Hernández.
Entre septiembre de 2006 y mayo de 2009 se encargó de la dirección de contenidos de Territorio Champions, además de presentarlo junto a Mónica Martínez. Esta responsabilidad la ha compatibilizado con la narración de los partidos de Liga Europa de la UEFA (2006-2009) y de Supercopa de la UEFA (2006-2008), emitidos por Antena 3.
En septiembre de 2008 regresa de nuevo a Noticias Fin de semana con Lourdes Maldonado y Ramón Pradera, donde permanece hasta septiembre de 2010, siendo cubierto su puesto a mediodía por Ángel Rodríguez. En septiembre de 2010 vuelve a la edición nocturna de lunes a viernes con Matías Prats (2010-2014) y Mónica Carrillo (2012-2014), siendo cubierto su puesto los fines de semana por Óscar Castellanos.
Entre diciembre de 2014 y septiembre de 2016 se hace cargo de la presentación de Antena 3 Deportes 1 y Antena 3 Deportes 2 de lunes a viernes. 
En septiembre de 2015, Atresmedia vuelve a adquirir los derechos de la Liga de Campeones de la UEFA (2015-2018) y la Supercopa de la UEFA (2015-2017) y dirige y presenta Champions Total. 
Desde septiembre de 2016 hasta diciembre de 2020, se hace cargo de Antena 3 Deportes 2, dejando la edición de mediodía en manos de Rocío Martínez, aunque regresa a esta edición en febrero de 2017 formando dupla con Martínez hasta diciembre de 2020.
En enero de 2021, abandona el Área de Deportes tras 31 años y se hace cargo de la dirección y presentación de Antena 3 Noticias de la mañana de lunes a viernes, con María José Sáez, Marina Monzón y Noor Ben Yessef.